# San hô cành da mi
San hô cành đa mi (danh pháp hai phần: Pocillopora damicornis) là một loài san hô trong họ San hô cành (Pocilloporidae). Loài này được Linnaeus mô tả khoa học năm 1758.
Loài này có ở vùng biển Việt Nam.

## Hình ảnh

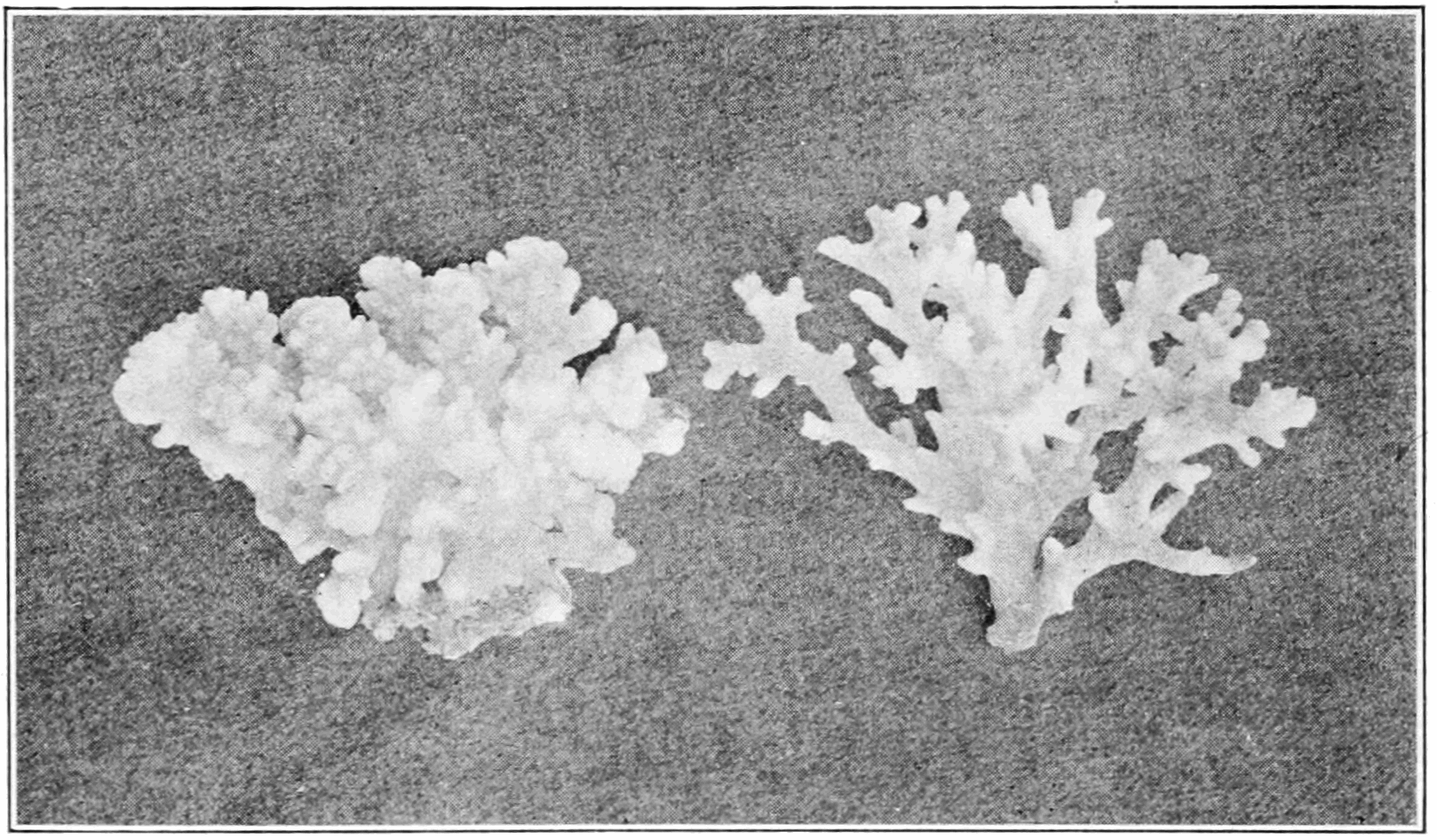
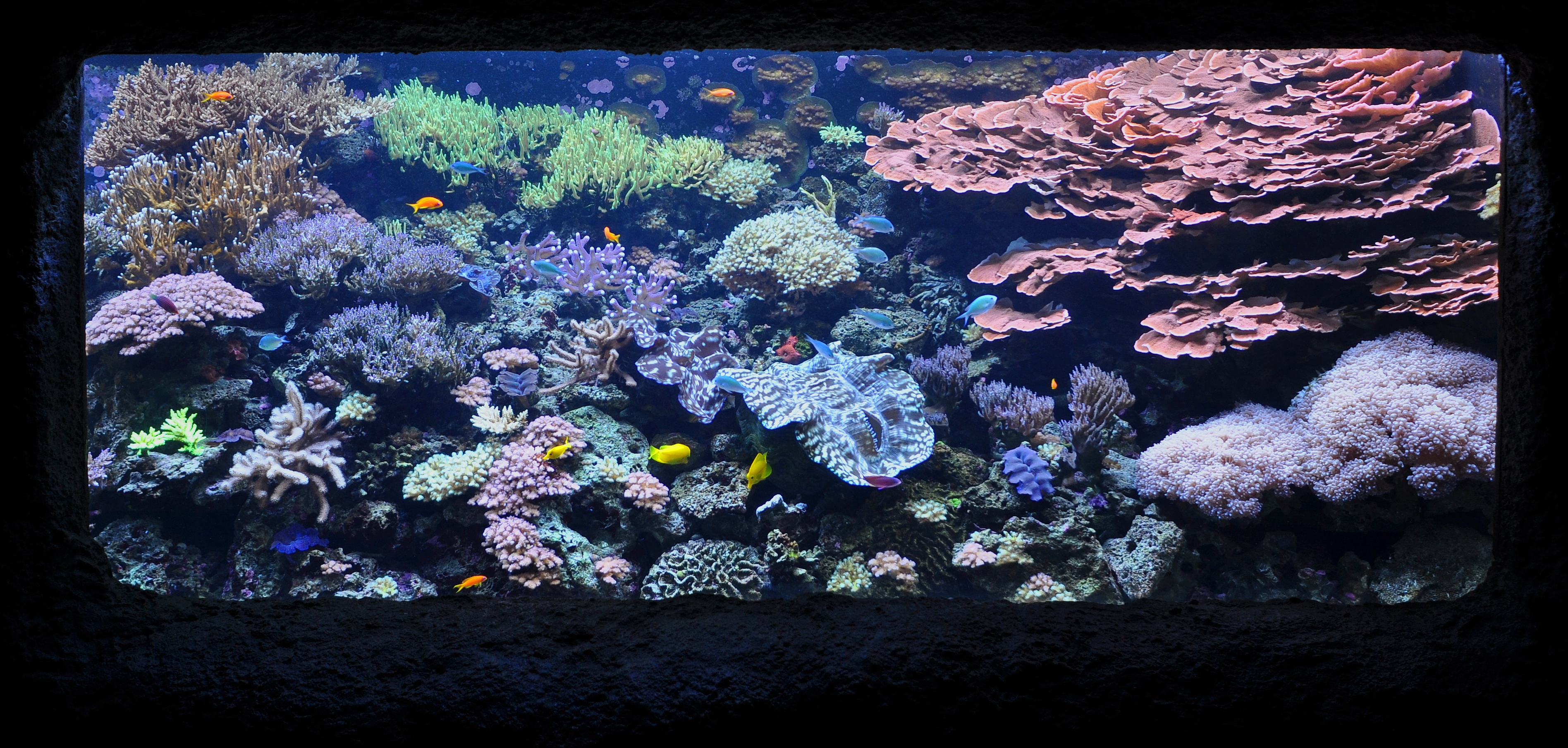